# الترايكية
حي الترايكية هو أحد الأحياء العريقة في بلدية مفتاح ويقع شرق مقر البلدية بـ500 متر، وهو حي أنشئ في السبعينيات من القرن الماضي إبان الحقبة الاشتراكية في الجزائر، وبها ابتدائية وهي ابتدائية عباد محمد ومتوسطة هي متوسطة حي الترايكية وثانوية ثانوية قصار.
يتربع الحي على مساحة حوالي 1 كلم مربع، ويضم ما يقارب 6000 نسمة، أغلبهم من قدماء المدينة، الحي يحده شرقا حي الخضراء، ومن الجنوب حي المواتسة، ومن الغرب وسط المدينة، ومن الشمال حي عباد عائشة، ويقع داخل الحي مقر الشرطة القضائية وقسمة الضرائب.